# Pierluigi Casiraghi
Pierluigi Casiraghi (Monza, 4 maart 1969) is een Italiaans voetbaltrainer en voormalig betaald voetballer.

## Clubcarrière
Casiraghi maakte in 1985 zijn debuut in het eerste elftal van Monza. In zijn eerste seizoen degradeerde de ploeg naar de Serie C, maar in 1988 werd er weer gepromoveerd naar de Serie B. Een jaar later vertrok de aanvaller, na 28 goals in 94 wedstrijden voor Monza, naar Juventus. Daar speelde hij vier seizoenen. Met de club uit Turijn won hij tweemaal de UEFA Cup en eenmaal de Coppa Italia.
In 1993 ging Casiraghi naar SS Lazio, waar hij vijf seizoenen zou blijven. In zijn laatste jaar won hij opnieuw de Italiaanse beker. Hij speelde 140 wedstrijden voor Lazio, waarin hij 42 keer scoorde. In 1998 werd hij voor 5,4 miljoen pond getransfereerd naar Chelsea FC. Uiteindelijk zou hij tienmaal voor de Londense club uitkomen, want hij kreeg een ernstige knieblessure, na een botsing met keeper Shaka Hislop van West Ham United FC. Casiraghi werd tien keer geopereerd, maar moest in 2002 zijn carrière beëindigen.

## Interlandcarrière
Casiraghi maakte zijn debuut voor het Italiaans voetbalelftal op 13 februari 1991 in een vriendschappelijke wedstrijd tegen de Rode Duivels, net als Gianluigi Lentini (Torino). Hij maakte deel uit van de Italiaanse selectie tijdens het WK van 1994 en kwam in actie in de groepswedstrijden tegen Noorwegen en Mexico en de halve finale tegen Bulgarije.
Hij deed ook mee aan het EK 1996. In de eerste groepswedstrijd, tegen Rusland (2-1), maakte hij beide Italiaanse goals. Desondanks werd hij door bondscoach Arrigo Sacchi de volgende match niet opgesteld. Een jaar later maakte hij in een beslissingswedstrijd tegen Rusland de enige goal, waardoor Italië zich kwalificeerde voor het WK 1998, maar hij werd niet voor het toernooi geselecteerd. In totaal kwam Casiraghi 44 maal voor Italië uit. In deze wedstrijden maakte hij dertien goals.

## Trainer
Na zijn spelerscarrière ging Casiraghi aan de slag als coach. In 2003 werd hij trainer van AC Legnano in de Serie C2. Drie jaar later werd hij benoemd als bondscoach van de Azzurrini, het Italiaanse elftal onder 21. Hij en zijn oud-teamgenoot van Chelsea, Gianfranco Zola, volgden Claudio Gentile op. Hij leidde bovendien het Italiaans olympisch voetbalelftal bij de Olympische Spelen van 2008 in China, waar de ploeg werd uitgeschakeld door België in de kwartfinales: 3-2. Casiraghi werd in oktober 2010 ontheven uit deze functie. Naast trainer is hij ook werkzaam als scout voor Inter Milaan.